# Sugarfree (Vlaamse meidengroep)
Sugarfree was een Vlaamse meidengroep die bestond uit Gildy Florus (Wommelgem, 30 augustus 1989) en Nathalie Prins (Brasschaat, 13 september 1989). Het duo was actief van 2011 tot 2018.

## Biografie
Het repertoire van Sugarfree bestaat voor een groot deel uit Nederlandstalige bewerkingen van bekende buitenlandse hits. In april 2011 werd de eerste single uitgebracht: De wind fluistert jouw naam, een vertaling van This is the life van Amy Macdonald. Dit nummer stond vier weken op nummer 1 in de Vlaamse top 10 van Radio 2. De groep tekende een platencontract bij Universal Music en werd bij de Radio 2 Zomerhit genomineerd in de categorieën "Beste doorbraak" en ook voor de Zomerhit zelf.
De tweede single, Volg je hart (een cover van Not fair van Lily Allen), stond 1 week in de Ultratop en werd op MENT TV verkozen tot beste en meest bekeken videoclip van 2011. In maart 2012 kregen de meisjes hun eigen docusoap op MENT TV. In 2013 maakte Sugarfree de overstap van het platenlabel Universal naar Damaro/CNR Records, de platenfirma van Dennie Damaro.
Behalve covers bracht Sugarfree ook eigen nummers uit. Voorbeelden hiervan zijn de singles Kus me zacht (door de groep zelf geschreven samen met David Vervoort) en Hey hey hey (geschreven door Bart Herman).
In oktober 2013 verscheen het eerste album, getiteld Fantasie. Het tweede album, Samen sterk, kwam uit in augustus 2015. Beide albums bereikten de 37ste positie in de Vlaamse albumlijst.
Begin 2018 werd de groep opgedoekt.

## Discografie
| Album met hitnotering(en) in de Vlaamse Ultratop 200 albums | Datum van verschijnen | Datum van binnenkomst | Hoogste positie | Aantal weken | Opmerkingen |
| ----------------------------------------------------------- | --------------------- | --------------------- | --------------- | ------------ | ----------- |
| Fantasie                                                    | 11-10-2013            | 19-10-2013            | 37              | 8            |             |
| Samen sterk                                                 | 20-08-2015            | 29-08-2015            | 37              | 5            |             |

| Single met hitnotering(en) in de Vlaamse Ultratop 50 | Datum van verschijnen | Datum van binnenkomst | Hoogste positie | Aantal weken | Opmerkingen                                                                                         |
| ---------------------------------------------------- | --------------------- | --------------------- | --------------- | ------------ | --------------------------------------------------------------------------------------------------- |
| De wind fluistert jouw naam                          | 2011                  | 30-04-2011            | tip30           | -            | Nr.1 Vlaamse top 10 cover van This is the life van Amy Macdonald                                    |
| Volg je hart                                         | 2011                  | 05-11-2011            | 47              | 1            | Nr.5 Vlaamse top 10 cover van Not fair van Lily Allen                                               |
| Jongeman                                             | 2012                  | 21-04-2012            | tip36           | -            | Nr.3 Vlaamse top 10 cover van Footloose van Kenny Loggins                                           |
| Kus me zacht                                         | 2012                  | 13-10-2012            | tip9            | -            | Nr.1 Vlaamse top 10                                                                                 |
| Geef er een lap op                                   | 2013                  | 16-03-2013            | tip22           | -            | Nr.2 Vlaamse top 10 cover van Making your mind up van Bucks Fizz                                    |
| Hey hey hey                                          | 2013                  | 27-07-2013            | tip34           | -            | Nr.5 Vlaamse top 10                                                                                 |
| Is er hier een party?                                | 2013                  | 05-10-2013            | tip44           | -            | cover van Charlie Brown van Benito di Paula                                                         |
| Zeg 'ns jongen                                       | 2014                  | 25-01-2014            | tip16           | -            | Nr.4 Vlaamse top 10 cover van Zeg 'ns meisje van Paul Severs                                        |
| Macarena                                             | 2014                  | 07-06-2014            | tip18           | -            | Nr.43 Vlaamse top 50 cover van Macarena van Los del Río                                             |
| Fantasie                                             | 2014                  | 11-10-2014            | tip44           | -            | Nr.23 Vlaamse top 50 cover van Satellite van Lena Meyer-Landrut                                     |
| Samen sterk                                          | 2014                  | 15-11-2014            | tip15           | -            | Nr.8 Vlaamse top 50 cover van When you're gone van Bryan Adams & Melanie C                          |
| Liefde huilt, liefde lacht                           | 2015                  | 14-03-2015            | tip8            | -            | Nr.8 Vlaamse top 50 cover van Keep on movin' van 5ive                                               |
| Hartenbreker                                         | 2015                  | 20-06-2015            | tip38           | -            | Nr.20 Vlaamse top 50 cover van Easy lover van Philip Bailey & Phil Collins                          |
| Comment ça va                                        | 2015                  | 15-08-2015            | tip18           | -            | Nr.7 Vlaamse top 50 cover van Comment ça va van The Shorts                                          |
| Zeg me waarom                                        | 2015                  | 14-11-2015            | tip14           | -            | Nr.15 Vlaamse top 50 cover van When you say nothing at all van Keith Whitley                        |
| We gaan ervoor                                       | 2016                  | 23-07-2016            | tip             | -            | Nr.38 Vlaamse top 50 cover van I will survive van Gloria Gaynor                                     |
| Ik heb de hele nacht liggen dromen                   | 2017                  | 08-04-2017            | tip             | -            | met Garry Hagger Nr.26 Vlaamse top 50 cover van Ik heb de hele nacht liggen dromen van Wolter Kroes |
| Gokken                                               | 2017                  | 29-07-2017            | tip             | -            | Nr.29 Vlaamse top 50                                                                                |
| Ilarie                                               | 2017                  | 04-11-2017            | tip             | -            | cover van Ilarie van Xuxa                                                                           |

## Trivia
Er bestaan twee gelijknamige bands:
- Een pop-rockband, opgericht in 2000 in Sicilië, Italië, met Matteo Amantia Scuderi (zang), Vincenzo Pistone (keyboards), Carmelo Siracusa (bass), Luca Galeano (gitaar) en Giuseppe Lo Iacono (drums);
- Een Filipijnse indiepopgroep, opgericht in 1999 en opgeheven in 2011, met Ebe Dancel (zang), Jal Taguibao (bass), Mitch Singson (drums).